# Fort-les-Bancs
Fort-les-Bancs est une place forte située dans le département de l'Ain, sur le territoire de Virignin, à 492 m d'altitude en hauteur du bourg du village.

## Construction
Fort-les-Bancs fut érigé au milieu du XIXe siècle pour protéger le défilé et le fort de Pierre-Châtel, sur la route reliant Chambéry à Belley et à Lyon. 
Sa construction, débutée en 1840, fut achevée en 1849 et le fort fut inauguré en 1850. 
Il n'eut jamais à combattre, la Savoie étant rattachée à la France dès 1860. Il fut déclassé en 1889 et servit de cantonnement et de place d'instruction.

## Toponymie
Le nom de Fort-les-Bancs vient[réf. souhaitée] des strates horizontales de calcaire du massif qui forment de gigantesques bancs de pierres.